# Weihai
Weihai (kinesisk skrift: 威海, pinyin: Wēihǎi, tidligere Weihaiwei) er en by på præfekturniveau ved kysten nordøst i provinsen Shandong i Folkerepublikken Kina med et areal på 5.436 km². I 2004 havde den 2.483.889 indbyggere.
Weihai har varme kilder, og ud for kysten ligger mange små øer. Fra 1898 til 1930 var Weihai britisk traktatområde under navnet Weihaiwei. Den sidste britiske commissioner af Weihaiwei var Reginald Fleming Johnston. Byen var en kort stund en særskilt administrativ region efter at den var blevet returneret til Republikken Kina. 
Weihai var en marinebase for den nordkinesiske flådestyrke beiyangflåden. Under den første japansk-kinesiske krig blev byen belejret, og de kinesiske krigsskibe som havde reddet sig efter søslaget ved Yalu, blev ødelagt i havnen den 2. februar 1895. Den øverstkommanderende admiral, Ding Ruchang, begik derefter selvmord.
I 1949 fik byen sit nuværende navn.

## Administrative enheder
Weihai består af et bydistrikt og tre byamter:
- Bydistriktet Huancui – 环翠区 Huáncuì Qū (Regeringssæde)
- Byamtet Wendeng – 文登市 Wéndēng Shì ;
- Byamtet Rongcheng – 荣成市 Róngchéng Shì ;
- Byamtet Rushan – 乳山市 Rǔshān Shì.